# ホソバノキソチドリ
ホソバノキソチドリ（細葉の木曽千鳥、学名：Platanthera tipuloides）は、ラン科ツレサギソウ属の地生の多年草。別名、ツブラトンボソウ。

## 特徴
根は紡錘形で伸長し基部はやや肥厚する。茎は単一で直立し、高さは20-40cmになり、細長く稜線がある。葉は2-4個つき、最下方の一番大きい葉は狭楕円形から楕円形で、長さ3-7cm、幅1-2cmになり、その上部の葉は小さい披針形となる。
花期は7-8月。総状花序に黄緑色の小さな花を10-20個やや密につける。苞は線状披針形で、ふつう最下部の花のそれは子房より長い。背萼片は卵形で長さ2-3mm、側萼片は長楕円形で背萼片より長く、反り返る。側花弁は斜長楕円形で肉質、背萼片と同じ長さになり、背萼片とともにかぶと状になる。唇弁は広線形で肉質、長さ5-6mmになり、乾くと側花弁とともに暗色になる。距は長さ12-17mmになり、下に垂れるか前方に湾曲する。蕊柱は平たく、葯室は平行して接する。

## 分布と生育環境
千島列島、北海道、本州の北部から中部地方に分布し、亜高山帯の日当たりのよい草地に生育する。

## 名前の由来
和名ホソバノキソチドリは「細葉の木曽千鳥」の意で、キソチドリ、オオキソチドリより葉が細長いのでいうが、牧野富太郎は、キソチドリ Platanthera ophrydioides とは別種であり、「キソチドリの細葉品ではないから誤解し易いこの名はあまりよくない」といっている。
種小名（種形容語）tipuloides は、「アメンボに似た」の意味。

## ギャラリー

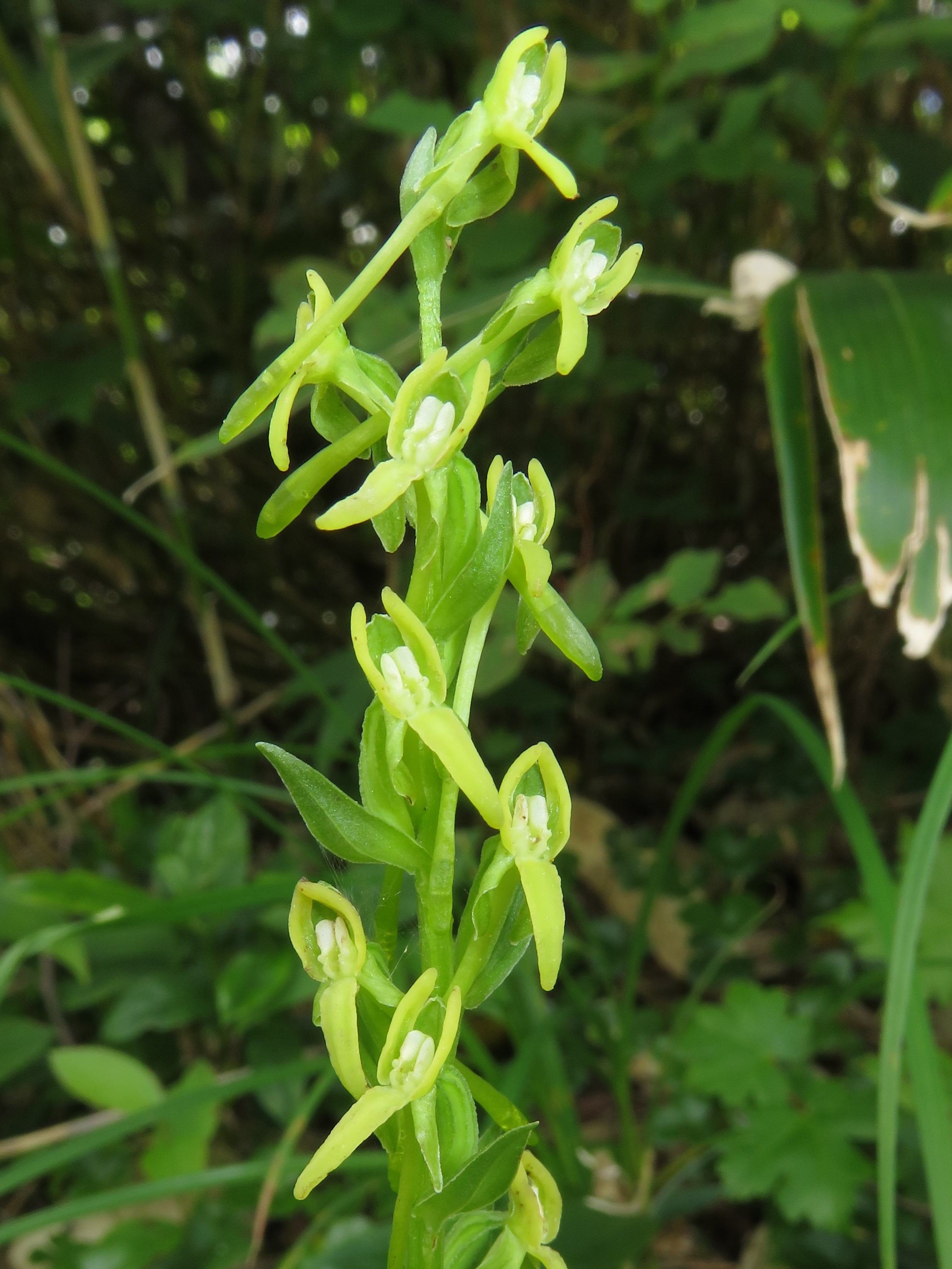
花。側花弁は背萼片とともにかぶと状になり、距は下垂するか前方に湾曲する。
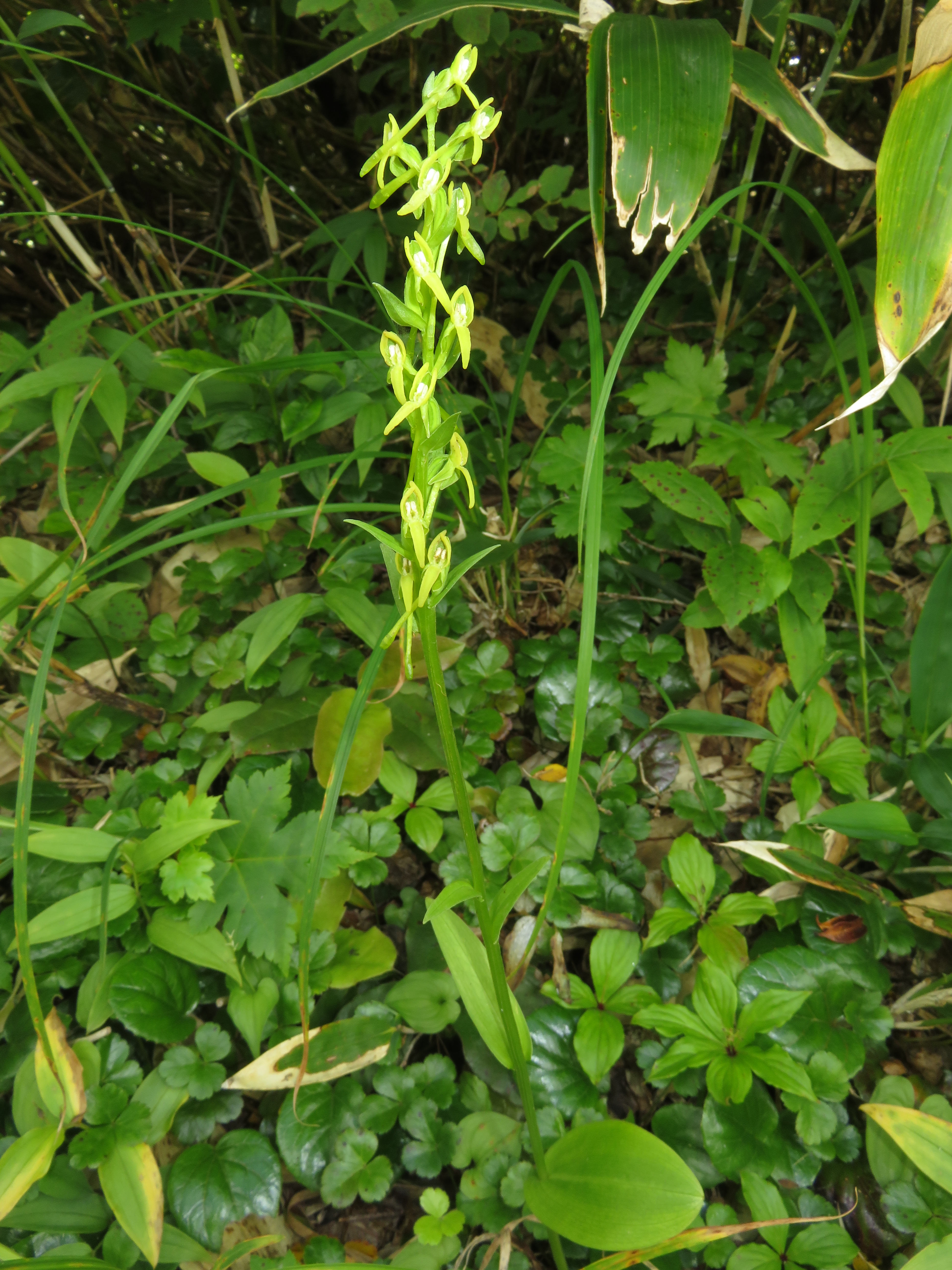
最下方の葉が大きい。
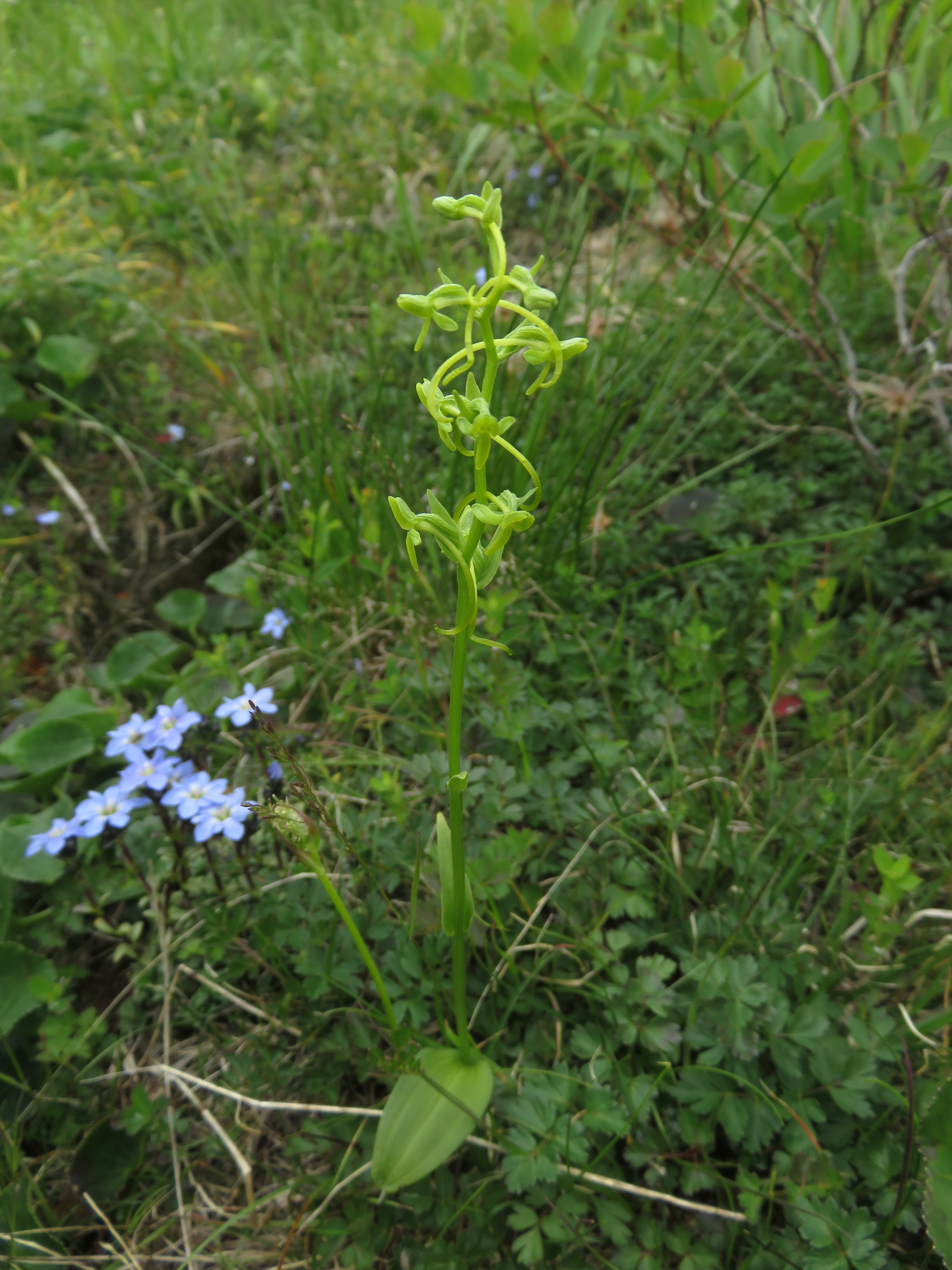
花の向きは偏らない。

## 分類
本種が属する Platanthera tipuloides には、次の下位分類がある。和名、学名はYistによる。なお、両種は、P. tipuloides の下位分類とせず、独立した Platanthera nipponica の変種および基本種とする見解がある。
- ナガバトンボソウ Platanthera tipuloides (L.f.) Lindl. subsp. linearifolia (Ohwi) K.Inoue - 葉が細長く線形になり、九州の大隅半島、屋久島に産する[8]。
- コバノトンボソウ Platanthera tipuloides (L.f.) Lindl. subsp. nipponica (Makino) Murata - 葉が1個で広線形になり、花はまばらにつき、距はふつう後方にはね上がる[8]。

また、本種とオオキソチドリの自然交雑種があり、キソチドリモドキという。
- キソチドリモドキ Platanthera × ophryo-tipuloides K.Inoue